# 向井諭
向井 諭（むかい さとし、1949年 - ）は、日本の弁護士。札幌弁護士会会長や、北海道弁護士会連合会理事長、日本弁護士連合会副会長、日本弁護士政治連盟副理事長等を歴任した。

## 人物・経歴
北海道生まれ。北海道札幌南高等学校を経て、北海道大学法学部卒業。1978年弁護士登録（札幌弁護士会）。北海道男女平等参画審議会委員等を歴任。2007年から札幌弁護士会会長を務め、日本国憲法の改正手続に関する法律制定への反対声明の発表などを行った。2008年には北海道弁護士会連合会理事長を務め、サハリン州弁護士会との国際友好協定を締結した。2010年日本弁護士連合会副会長。2013年日本弁護士政治連盟副理事長。2019年、旭日中綬章受章。2023年下級裁判所裁判官指名諮問委員会地域委員会（札幌） 委員。